# Saint-Martin-aux-Arbres
Saint-Martin-aux-Arbres ist eine französische Gemeinde mit 305 Einwohnern (Stand: 1. Januar 2022) im Département Seine-Maritime in der Region Normandie. Saint-Martin-aux-Arbres gehört zum Arrondissement Rouen zum Kanton Yvetot. Die Bewohner werden Saint-Martinais und Saint-Martinaises genannt.

## Geographie
Saint-Martin-aux-Arbres liegt im Zentrum des Départements, etwa 27 Kilometer nordnordwestlich von Rouen. Umgeben wird Saint-Martin-aux-Arbres von den Nachbargemeinden Yerville im Norden, Ectot-l’Auber im Osten, Saussay im Südosten, Auzouville-l’Esneval im Süden, Motteville im Westen und Südwesten sowie Criquetot-sur-Ouville im Nordwesten.
Die Autoroute A29 führt am Nordrand der Gemeinde entlang.

## Einwohnerentwicklung

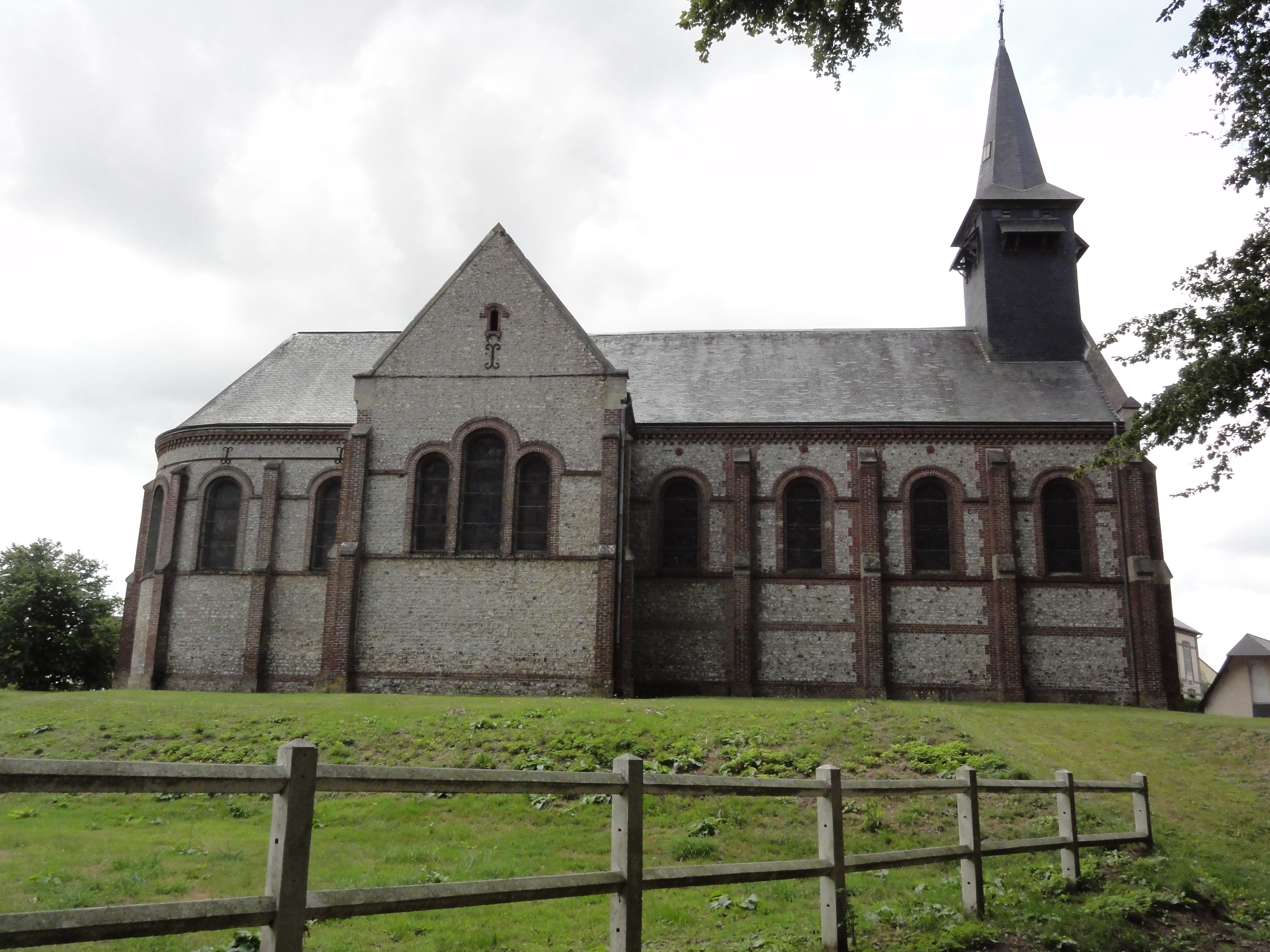
Pfarrkirche Saint-Martin

| 1962                       | 1968 | 1975 | 1982 | 1990 | 1999 | 2006 | 2013 | 2020 |
| -------------------------- | ---- | ---- | ---- | ---- | ---- | ---- | ---- | ---- |
| 248                        | 243  | 230  | 218  | 287  | 283  | 288  | 327  | 316  |
| Quellen: Cassini und INSEE |      |      |      |      |      |      |      |      |

## Sehenswürdigkeiten
- Die frühere Pfarrkirche Saint-Martin stammte aus dem 13. Jahrhundert. Das heutige Gebäude ist ein Neubau aus dem frühen 20. Jahrhunderts.
- Das vermutlich aus dem 16. Jahrhundert stammende Wohnhaus des Schlosses bestand aus einem Hauptgebäude und einem dazu rechtwinklig angeordneten Pavillon. Die stark verfallenen Überreste wurden um die Mitte des 20. Jahrhunderts völlig abgerissen. Es sind nur noch wenige Gebäude späterer Bauart aus dem 17. und 18. Jahrhundert erhalten.